# Attilio Lombardo
Attilio Lombardo (Santa Maria la Fossa, Provincia de Caserta, 6 de enero de 1966) es un exfutbolista y director técnico italiano. Se desempeñaba en la posición de centrocampista.

## Selección nacional
Fue internacional con la selección de Italia en 18 ocasiones y marcó 3 goles. Debutó el 22 de diciembre de 1990, en un encuentro válido por las eliminatorias para la Eurocopa 1992 ante la selección de Chipre que finalizó con marcador de 4-0 a favor de los italianos.

## Clubes

### Como futbolista
| Club             | País       | Año         |
| ---------------- | ---------- | ----------- |
| U. S. Pergocrema | Italia     | 1983 - 1985 |
| U. S. Cremonese  | Italia     | 1985 - 1989 |
| U. C. Sampdoria  | Italia     | 1989 - 1995 |
| Juventus F. C.   | Italia     | 1995 - 1997 |
| Crystal Palace   | Inglaterra | 1997 - 1999 |
| S. S. Lazio      | Italia     | 1999 - 2001 |
| U. C. Sampdoria  | Italia     | 2001 - 2002 |

### Como entrenador
| Club             | País       | Año         |
| ---------------- | ---------- | ----------- |
| Crystal Palace   | Inglaterra | 1998        |
| F. C. Chiasso    | Suiza      | 2006 - 2007 |
| Real Castelnuovo | Italia     | 2008        |
| A. C. Legnano    | Italia     | 2008 - 2009 |
| Spezia Calcio    | Italia     | 2009        |

## Palmarés

### Como futbolista

#### Campeonatos nacionales
| Título              | Club            | País   | Año     |
| ------------------- | --------------- | ------ | ------- |
| Serie A             | U. C. Sampdoria | Italia | 1990-91 |
| Supercopa de Italia | U. C. Sampdoria | Italia | 1991    |
| Copa Italia         | U. C. Sampdoria | Italia | 1993-94 |
| Supercopa de Italia | Juventus F. C.  | Italia | 1995    |
| Serie A             | Juventus F. C.  | Italia | 1996-97 |
| Serie A             | S. S. Lazio     | Italia | 1999-00 |
| Copa Italia         | S. S. Lazio     | Italia | 1999-00 |
| Supercopa de Italia | S. S. Lazio     | Italia | 2000    |

#### Copas internacionales
| Título                | Club            | Sede       | Año     |
| --------------------- | --------------- | ---------- | ------- |
| Recopa de Europa      | U. C. Sampdoria | Gotemburgo | 1989-90 |
| Liga de Campeones     | Juventus F. C.  | Roma       | 1995-96 |
| Supercopa de Europa   | Juventus F. C.  | Palermo    | 1996    |
| Copa Intercontinental | Juventus F. C.  | Tokio      | 1996    |
| Recopa de Europa      | S. S. Lazio     | Birmingham | 1998-99 |
| Supercopa de Europa   | S. S. Lazio     | Mónaco     | 1999    |

#### Distinciones individuales
| Distinción                 | Año     |
| -------------------------- | ------- |
| Goleador de la Copa Italia | 1993-94 |